# Arabis furcata
Arabis furcata är en korsblommig växtart som beskrevs av Sereno Watson. Arabis furcata ingår i släktet travar, och familjen korsblommiga växter. Inga underarter finns listade i Catalogue of Life.